# Будз, Иван Фёдорович
Иван Фёдорович Будз (укр. Іван Федорович Будз; род. 4 марта 1941, с. Жердя) — советский и украинский художник-постановщик 1-й категории мультипликационных фильмов, детский писатель, член Союза кинематографистов Украины.

## Биография
Иван Будз родился 4 марта 1941 года в селе Жердя Хмельницкой области УССР в семье колхозников.
С 1947 по 1958 год учился в средней школе.
Высшее художественное образование получил по окончании в 1965 году факультета графики Львовского полиграфического института имени И. Фёдорова (преподаватель В. Бунов).

После института отслужил 1,4 года в Советской армии, демобилизовавшись в звании младшего лейтенанта.
В 1967 году попал по направлению от института на киностудию «Киевнаучфильм» в объединение художественной мультипликации. В 1969 году вновь призван в армию на полгода командиром зенитной батареи, получил звание старшего лейтенанта, после чего вновь вернулся работать на студию. На студии в качестве художника-постановщика создал более 20 мультипликационных фильмов, среди которых: «Возвращайся, Капитошка!», «Как казаки инопланетян встречали», «Парасолька в цирке», «Была у слона мечта» и другие.
C 1994 по 2003 год работал художником на украинско-французской киностудии «Борисфен-Лютец».
С 1967 года и по сегодняшний день Иван Будз активно сотрудничает с разными издательствами. За это время им были созданы иллюстрации к классическим сочинениям иностранных и украинских писателей: «Вождь червоношкірих» О’Генри, «Енеїда» И. Котляревского, «Мені тринадцятий минало» Т. Шевченко.
В качестве автора, написал и проиллюстрировал множество книг для детей.
В 2010 году Иван Будз создал иллюстрированную книгу о городе Коростень под названием «Легенди древнього Коростеня».

## Фильмография

### Художник-постановщик
- Мистерия-Буфф (1969)
- Закон отменяется (1972)
- Была у слона мечта (1973)
- Приключения малыша Гиппопо (1974)
- Как Ёжик и Медвежонок встречали Новый год (1975)
- Самый дорогой рисунок (1975)
- Как кормили медвежонка (1976)
- Парасолька в цирке (1980)
- Несчастливая звезда (1981)
- Дождик, дождик, пуще! (1982)
- Миколино богатство (1983)
- Про всех на свете (1984)
- Сампо из Лапландии (1985)
- Трудолюбивая старушка (1986)
- Как казаки инопланетян встречали (1987)
- Возвращайся, Капитошка! (1989)
- Горшок-насмешник (1990)
- Приключения собачки Муви (1994 (2 серия «Муви-няня», 3 серия «Ралли»)

Сюжеты из киножурнала «Фитиль»:
- Своя копейка («Фитиль» № 142) (1974)
- Узелки на память («Фитиль» № 173) (1976)
- Снимается кино («Фитиль» № 299) (1987)
- Трубный глас («Фитиль» № 317) (1988)

### Художник
- Приключения капитана Врунгеля (серии 7-9) (1978)
- Приключения капитана Врунгеля (серии 10-13) (1979)

## Награды
- 2010 год — Почётная грамота за 2-е место в конкурсе к 50-летию Киевского метрополитена «Я люблю метро» в номинации «Стих».
- 2010 год — медаль и Диплом победителя 1 степени на II Международном «Конкурсе без границ» в категории «Литературный конкурс без границ». Детективная повесть «Агентство кота Маса» была опубликована в одном из номеров Международного Благотворительного журнала «INSHE» — Библиотеке Добра «Литературный Альманах».
- 2011 год — Диплом «Литературных симпатий» и Сертификат участника III Международного «Конкурса без границ!» журнала «INSHE» в категории «Придумай сказку!» за сочинение «Сказка о Гордие».